# Andrew Uwe
Andrew Uwe (Nigeria, 10 de agosto de 1963) es un exfutbolista de Nigeria que jugaba en la posición de defensa.

## Carrera

### Club
| Periodo   | Club              |
| --------- | ----------------- |
| 1985-1986 | Leventis United   |
| 1987-1989 | Heartland FC      |
| 1989-1993 | KSV Roeselare     |
| 1994-1995 | SV Wehen          |
| 1995-1998 | VfB Oldenburg     |
| 1998-1999 | LR Ahlen          |
| 1999-2000 | BV Cloppenburg    |
| 2000-2001 | VfB Oldenburg     |
| 2001      | Houston Dynamo FC |

### Selección nacional
Disputó el Campeonato Juvenil Africano de 1983 y de 1985, como también la Copa Mundial de Fútbol Juvenil de 1983 y 1985. Posteriormente integró el equipo olímpico nigeriano que participó del torneo de fútbol de los Juegos Olímpicos de Seúl 1988. En esa ocasión se develó que había inconsistencias entre su actual y su anterior pasaporte, por lo que salió a la luz que el jugador había competido en los torneos juveniles de 1985 con más edad que la permitida por FIFA.
Jugó para Nigeria en 19 ocasiones de 1987 a 1990 y anotó un gol. En ese periodo fue convocado a dos ediciones de la Copa Africana de Naciones: la de 1988 y la de 1990.

## Logros
- Liga Premier de Nigeria (4): 1986, 1987, 1988, 1989
- Copa de Nigeria (1): 1986, 1988